# 야세르 카심
야세르 사파 카심 알카데파제(아랍어: ياسر قاسم, Yaser Safa Qasim Al-Qadefaje, 1991년 5월 10일 ~ )는 이라크의 축구 선수이다. 현재 아르빌에서 중앙 미드필더로 활약하고 있는 중이다.